# Norman Thagard
Norman E. Thagard, född 3 juli 1943 är en amerikansk astronaut uttagen i astronautgrupp 8 den 16 januari 1978. 

## Rymdfärder
- STS-7
- STS-51-B
- STS-30
- STS-42
- Sojuz TM-21
- STS-71